# Капавенір-Вож
Капавенір-Вож (фр. Capavenir Vosges) — муніципалітет у Франції, у регіоні Гранд-Ест, департамент Вогези. Капавенір-Вож утворено 1 січня 2016 року шляхом злиття муніципалітетів Жирмон, Онкур i Таон-ле-Вож. Адміністративним центром муніципалітету є Таон-ле-Вож. Населення — 8513 осіб (01.01.2021).